# Mercè Rodoreda
Mercè Rodoreda y Gurguí (Barcelona, 1908. október 10. – Girona, 1983. április 13.) a kortárs katalán próza nemzetközileg is legismertebb alakja, akinek műveit huszonhét nyelvre lefordították. Ő a szerzője a valaha legelismertebb katalán regénynek, A Diamant térnek (La plaça del diamant, 1962).

## Élete
Barcelonában született 1908-ban Andreu Rodoreda és Montserrat Gurguí gyermekeként. 1928-ban nagybátyja, Joan Gurguí vette feleségül, aki 14 évvel idősebb volt nála. 1929-ben született meg egyetlen gyermeke, Jordi. Boldogtalan házassága volt.
Rodoreda fiatalon kezdett el írni, első elbeszéléseit folyóiratok közölték. Ezután négy regény következett, amelyeket azonban később ő maga „egy tapasztalatlan író” alkotásainak bélyegzett, és megtagadott. Aloma című művét, amiért később Crexells Díjat kapott, többször átdolgozta, mert folyton elégedetlen volt vele. 
A spanyol polgárháború kitörésekor Franciaországba emigrált, majd Genfben telepedett le, és a UNESCO-nak fordított.
Második írói korszaka egy elbeszéléskötettel (Vinti-dos contes, Huszonkét elbeszélés, 1958) kezdődik, melynek novellái elsősorban a menthetetlenül kudarcba fulladó férfi-női kapcsolatokról szólnak. 1960-ban jelent meg leghíresebb regénye, a La plaça del diamant (A Diamant tér), amelyet a kritikusok a polgárháborút követő legjobb katalán regényének tartanak, 1982-ben film készült belőle, magyarul is megjelent. Szintén a genfi években született a La meva Cristina i altres contes (Az én Cristinám és más elbeszélések, 1967) című novelláskötet.
1972-ben visszatért hazájába, és vidéken, Girona közelében, Romanyà de la Selvában telepedett le, itt élt haláláig, itt alkotta utolsó műveit, a Mirall trencat (Törött tükör, 1974) című regényt, a Viatges i flors (Utazások és virágok, 1980) című novelláskötetet, és utolsó befejezett regényét, Quanta, quanta guerra… (Mennyi sok háború…, 1980) címmel.
Legutolsó művét, a La mort i la primavera (A halál és a tavasz, 1985) már nem tudta befejezni. 1980-ban a Kritikusok Díjával és a Katalán Irodalmi Becsület Díjjal tüntették ki.
Stílusát, költői, szimbólumokkal teli, személyes hangvételű prózanyelvét, amely jelentős hatással volt a későbbi katalán írónemzedékre is, többször hasonlították Virginia Woolféhoz, akit ő maga is nagyra tartott.

## Művei (válogatás)
- 1938 Aloma
- 1958 Vinti-dos contes (Huszonkét elbeszélés)
- 1962 La plaça del diamant (A Diamant tér)
- 1966 El carrer de les camèlies
- 1967 Jardí vora el mar
- 1974 Mirall Trencat (Törött tükör)
- 1978 Semblava de seda i altres contes
- 1980 Quanta, quanta guerra... (Mennyi sok háború...)
- 1985 (befejezetlen) La mort i la primavera (A halál és a tavasz)

## Magyarul
- A Diamant tér. Regény; ford. Tomcsányi Judit; Európa, Bp., 1978
- Törött tükör; ford. Tomcsányi Zsuzsanna; L'Harmattan–Könyvpont, Bp., 2014 (Katalán könyvtár)

## Emlékezete
1998-ban irodalmi díjat alapítottak a nevén, amit az év legjobbjainak ítélt novellákért, elbeszélésekért nyújtanak át.